# Jecimauro José Borges
Jecimauro José Borges (født 22. april 1980) er en brasiliansk fodboldspiller.